# 路卡·阿塔納西歐
路卡·阿塔納西歐（義大利語：Luca Attanasio；1977年5月23日—2021年2月22日），意大利外交官，於2017年9月至2021年2月担任意大利驻剛果民主共和國大使。阿塔納西歐在此之前曾被派驻德国、尼日利亚和摩洛哥。
2021年2月22日，他身在的世界糧食計劃署车队在北基伍省首府戈馬遭槍手襲擊。槍手目标是绑架阿塔納西歐，1名卡賓槍騎兵和司机当场死亡。阿塔納西在送往医院后不治，成为繼1997年以後首位在刚果殉職的在任大使。